# Alligator Sky
Singles de Owl City
Peppermint Winter
(2010)
Alligator Sky est un single d'Owl City sorti le 12 avril 2011. Elle ne comporte qu'une chanson : Alligator Sky mais est enregistrée en plusieurs versions. Elle est extraite de l'album All Things Bright and Beautiful, sorti le 14 juin 2011.
- "Alligator Sky" (featuring Shawn Chrystopher) — 3:05
- "Alligator Sky" (No Rap Edit) — 3:14
- "Alligator Sky" (Long Lost Sun Remix) — 3:08
- "Alligator Sky" (featuring B.o.B) — 3:15
- "Alligator Sky" (featuring Big Boi) - 3:07